# Tempel der Mut am Jebel Barkal

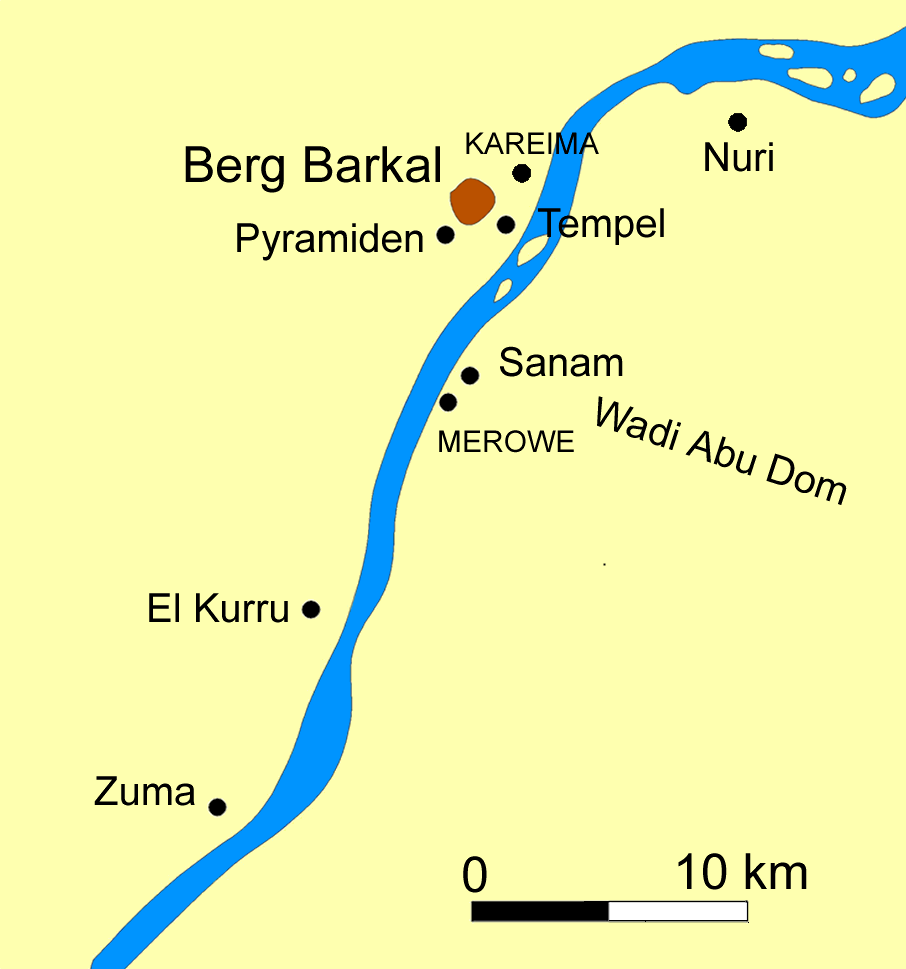
Berg Barkal und dessen Umgebung

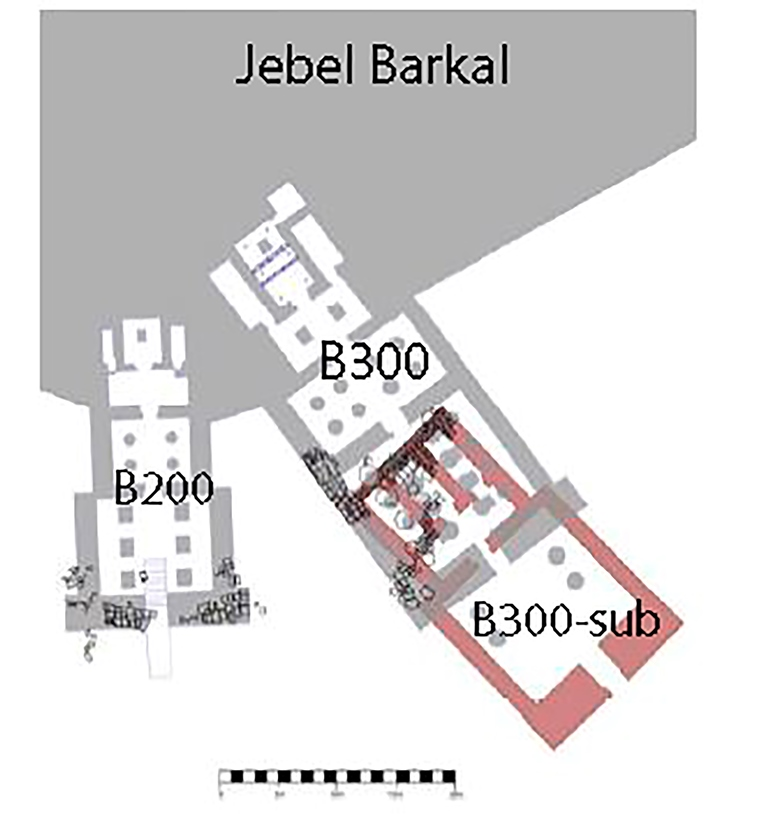
Plan des Tempels der Mut

Der Tempel der Mut am Jebel Barkal, auch Temple B300 genannt, ist ein Tempel am Jebel Barkal bei Karima im Norden des Sudans im Bundesstaat asch-Schamaliyya. Der teilweise in den Fels gehauene Tempel (Hemispeos) liegt auf der Westseite des 287 m hohen Berges, von wo die markante, dem Berg vorgelagerte Felsspitze für die Ägypter die Form eines Uräus mit Weißer Krone Oberägyptens annahm. Der Tempel, welcher der Göttin Mut, Frau des Amun, gewidmet ist, wurde von Pharao Taharqa um 680 v. u. Z. errichtet, zu einer Zeit, als er Ober- und Unterägypten beherrschte.

## Geschichte
Auf den Trümmern eines Tempels aus dem Neuen Reich errichtete Taharqa einen äußeren Tempel aus Steinmauerwerk mit Kiosk, Pylon, Bes-Säulen, Säulen mit sistrumköpfigen Hathor-Kapitellen und ließ einen aus fünf Kammern bestehenden Speos in den Fels hauen zu Ehren der Göttin Mut, von der man annahm, dass sie zusammen mit dem Staatsgott Amun im Jebel Barkal wohnte. Vom äußeren Tempel sind nur noch zwei der Hathor-Säulen erhalten. Der zugehörige Speos jedoch ist gut erhalten und wurde von 2015 bis 2018 restauriert.

## Beschreibung
Die Felskammern enthalten restaurierte Darstellungen von Amun, Taharqa und der die ägyptische Doppelkrone tragenden Mut mit Löwen- oder Menschenkopf. Die Darstellungen sind von Hieroglyphen begleitet, in denen Taharqa sagt, dass er den von den „Vorfahren“ erbauten Tempel in „bescheidener Baustruktur“ vorgefunden und als „prächtiges Werk“ restauriert hat. Die Figuren sind in Ocker und weißem Kaolin auf einem in Ägyptisch Blau gehaltenen Hintergrund gemalt. In Anspielung auf den Mythos vom Auge des Re spielten die Göttinnen sowohl beim göttlichen Ursprung der Könige als auch in den Krönungszeremonien eine wichtige Rolle.

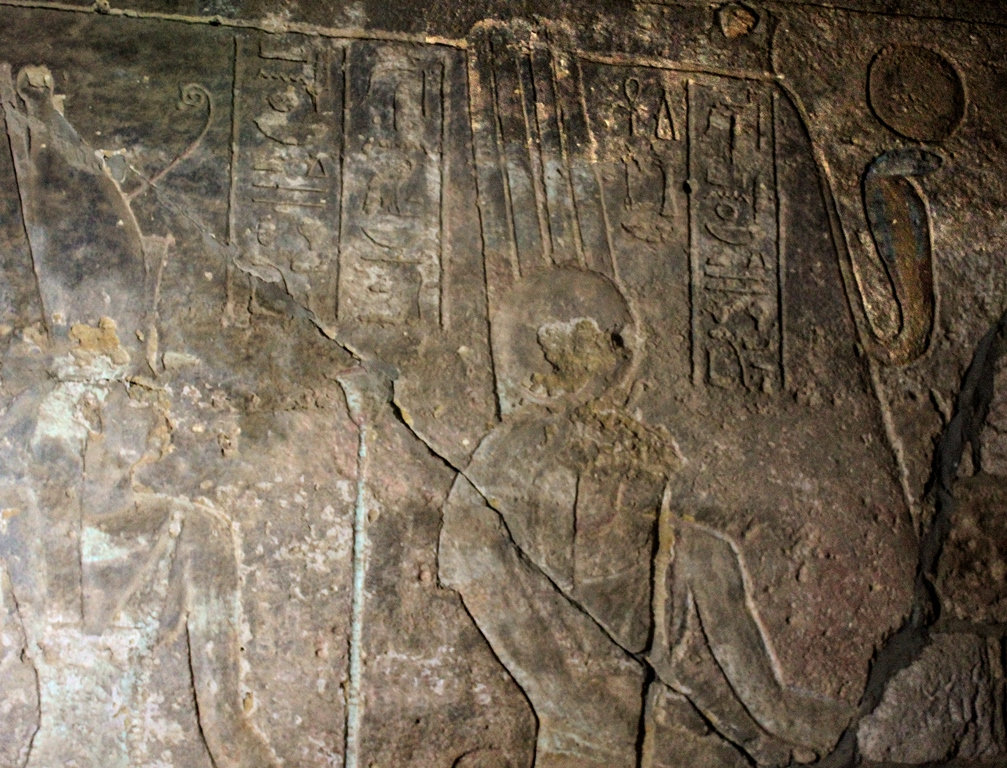
Amun, begleitet von Mut im Berg Barkal mit Felsnadel in Uräusform
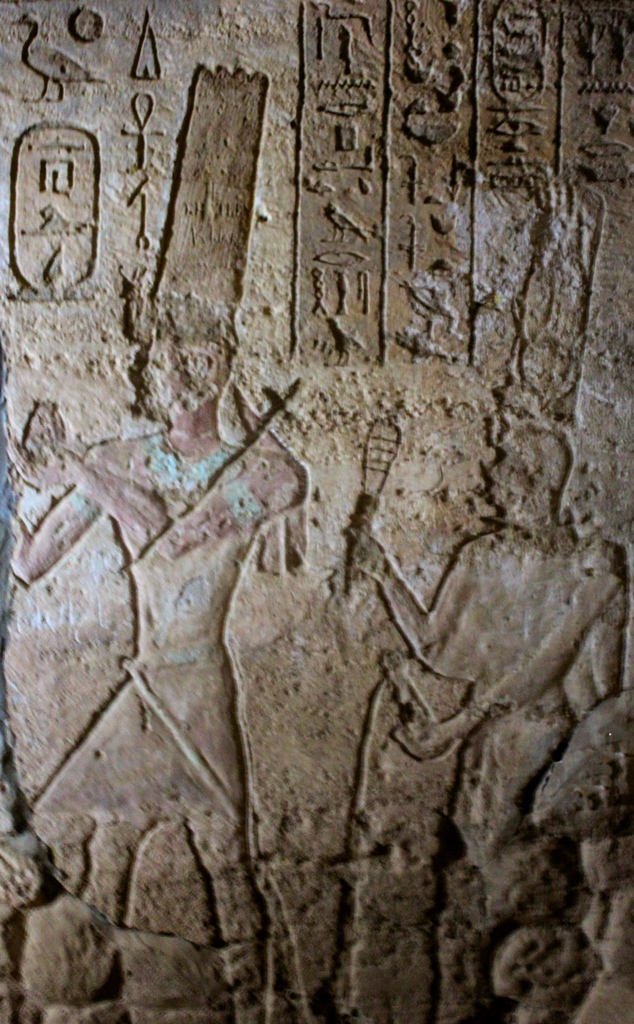
Taharqa, gefolgt von Königin Takahatenamun mit Sistrum
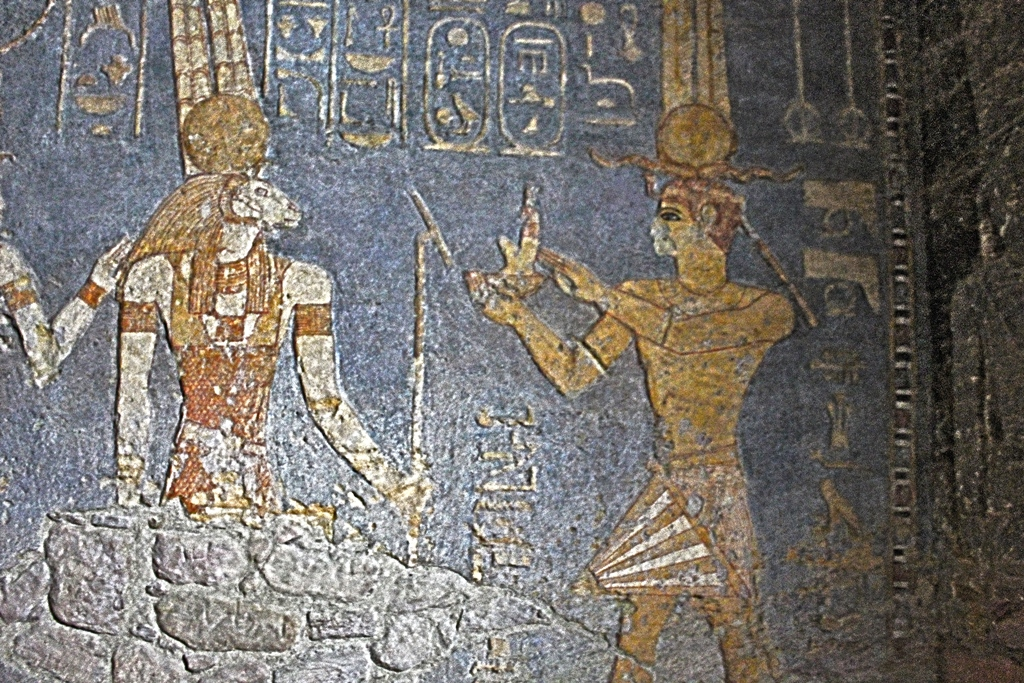
Amun und Taharqa